# Przemysł ciężki

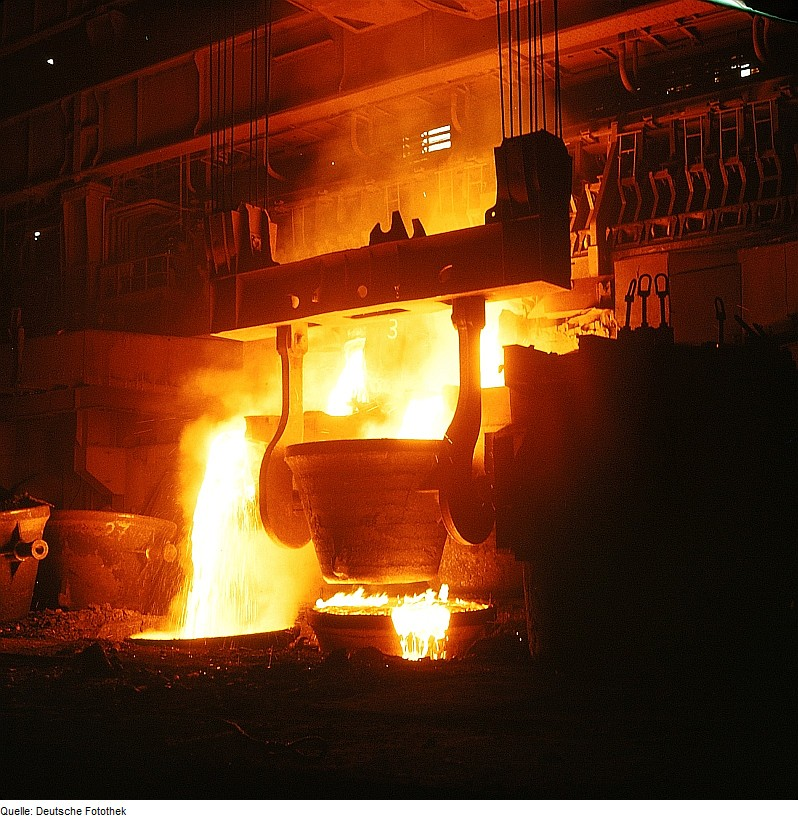
Przykład przemysłu ciężkiego – huta

Przemysł ciężki – dział gospodarki związany, między innymi, z produkcją maszyn i półproduktów. W przeważającej większości produkuje on na potrzeby innych branż przemysłowych, a nie konsumentów. Tradycyjnie przeciwstawiany jest przemysłowi lekkiemu. Bywa powodem zanieczyszczenia środowiska.
Gałęzie tego przemysłu to:
- przemysł budowlany
- przemysł chemiczny
- przemysł elektromaszynowy
- przemysł metalurgiczny
- przemysł mineralny
- przemysł paliwowo-energetyczny
- przemysł zbrojeniowy.